# Кег

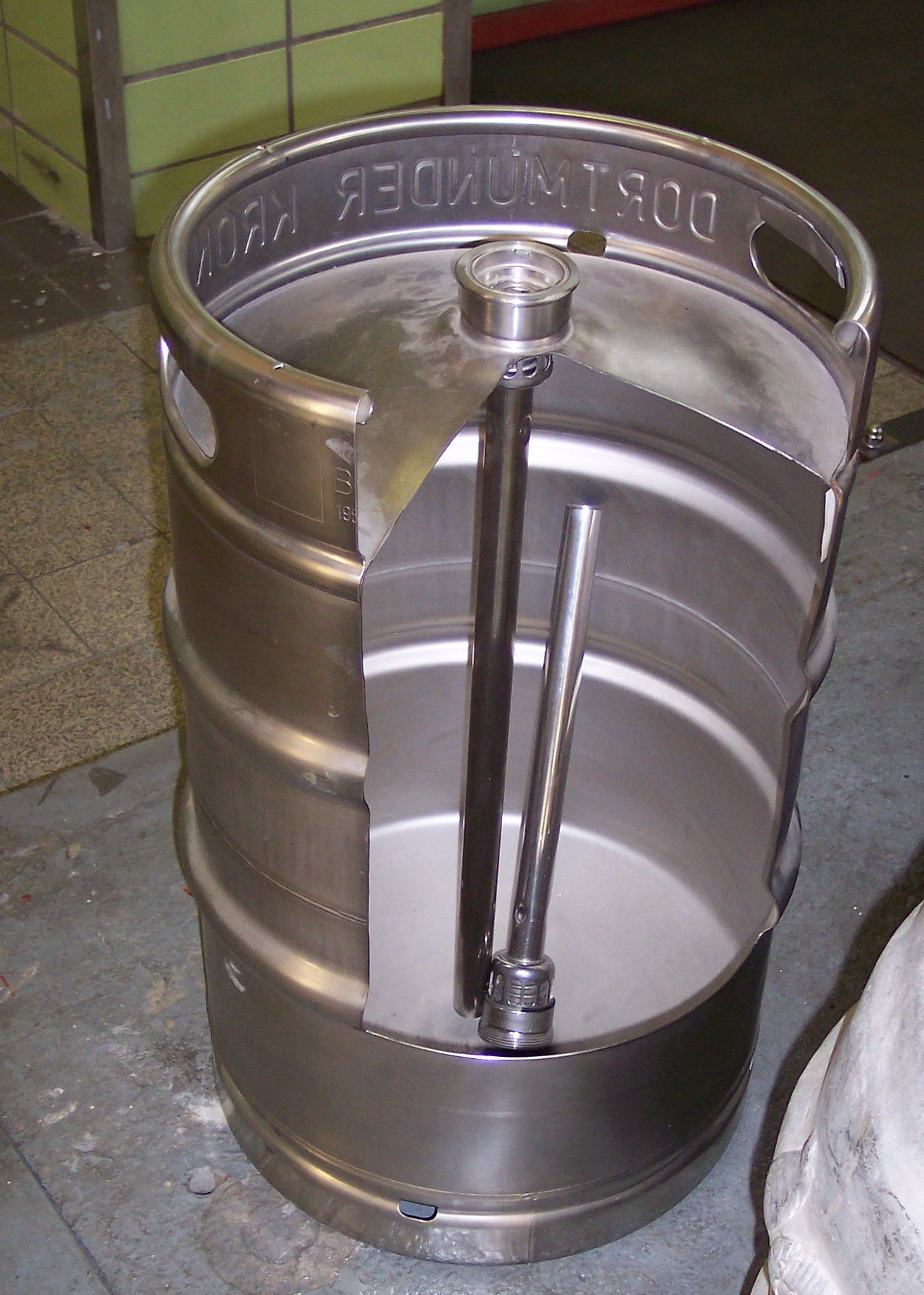
50-літровий кег у розрізі

Кег (англ. keg — «барильце») — контейнер циліндричної форми, виготовлений з нержавіючої сталі (рідше — алюмінію або деревини) та призначений для зберігання, транспортування та розливу алкогольних і безалкогольних напоїв, насамперед пива та квасу, які перебувають під тиском.
Кеги є одним з основних типів упаковки, що використовуються для доставки пива для потреб закладів громадського харчування, оскільки вони не лише добре підтримують стійкість пива, а, відповідно, й можливість його транспортування, але й забезпечують його повне збереження при наявності надмірного внутрішнього тиску. Пиво у кегах довше зберігає свої первинні смакові властивості за рахунок мінімального попадання кисню під час розливу і його малої кількості у порівнянні із загальною питомою вагою продукту.
Розлив кегового пива у закладах громадського харчування здійснюється за допомогою спеціального обладнання шляхом нагнітання до кега газу (здебільшого вуклекислого), який витискає пиво через розташований на барній стійці кран.
У країнах з метричною системою вимірювання кеги зазвичай мають ємність 50, 30, 25 або 20 літрів. У США найрозповсюдженішими є кеги ємністю 15,5 галонів, тобто 58,7 літрів.